# Gúnycímer

A Sánkfalvy család 1455-ben szerzett címere

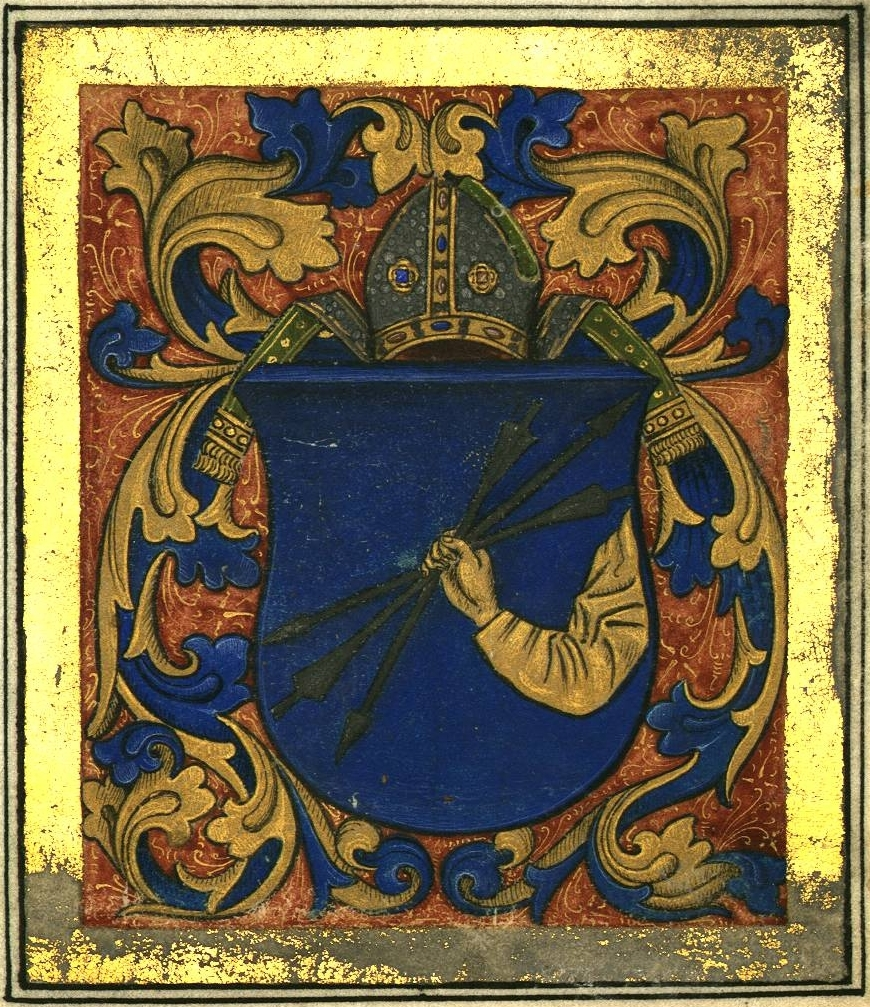
Sánkfalvy Antal püspök 1489-ben elnyert új címere

A Várallyay címerben (1599) klopfolót tartó kar alatt hímvessző látható

Guthay Máté egri püspöki udvari bolondnak a címere (1584)

A gúnycímer olyan címer, illetve címerkép, mellyel egy személy, család vagy város kegyvesztettségére utalnak, illetve szándékosan valamilyen dehonesztáló tartalmat fejeznek ki általa. Ezzel azt fejezik ki, hogy a címer viselője rendelkezik ugyan címmel, de ez valójában nincs összhangban a rangjával vagy nem méltó rá.    
Idővel ezen címereket az adott család vagy város igyekezett más jelképre cserélni, mely alkalmas volt arra, hogy a címerek által közvetített tekintély forrása legyen.

## Példák gúnycímerre
Például 1310-ben a velencei Tiepoli család címerében az akkori dózse Baiamonte Tiepolo elleni összeesküvés büntetéseként elnyert skorpiófarkakat később megváltoztatott formában ábrázolták, és velencei hercegi süvegként írták le.         
Úgy tűnik, hogy a Sánkfalvy család is kényelmetlenül érezte magát az 1455-ben kapott majmot ábrázoló címere miatt, és nem is használta tovább, miután 1489-ben sikerült egy újabbat kieszközölniük.
Tipikus gúny- vagy tréfás címer az is, melyet 1582-ben Radéczy István, egri püspök, magyarországi helytartó eszközölt ki Rudolf királytól Gutthay Máté nevű udvari bolondjának. A címerben ezüst bakkecskén parádézó, vitézi öltözetű, peckes, méltóságteljes tartású majom feszít vörös dolmányában, a fején kalappal, nadrág és csizma nélkül. Jobb kezében zászlós kopja, bal csípőjén szablya látható. Ennél kegyetlenebb gúnycímer Váraljai Istváné, az erdélyi fejedelem miskároló mesteréé 1599-ből. (Miskárolás: a házi sertés nőstényének ivartalanítása.)
Svájcban a medvéket jól látható vörös nemi szervvel kell ábrázolni, mert különben a címerviselő medvéjét lánymedvének csúfolták. Ezen ábrázolásmód elmulasztása 1579-ben majdnem háborúhoz vezetett St. Gallen és Appenzell között, amikor egy St. Gallen-i nyomdász a kalendáriumában a svájci kantonokat ábrázoló címerek között nemi szerv nélkül ábrázolta Appenzell medvéjét. A háborút csak úgy sikerült elkerülni, hogy az illető nyomdász alázatos bocsánatért esedezett és St. Gallen a kalendárium összes fellelhető példányát megsemmisítette. 

Három here a Colleoni család címerében
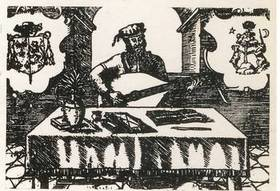
Bakfark Bálint címere (jobbra): fához láncolt bakkecske a Lyoni lantoskönyv címlapján, szintén tréfás címer
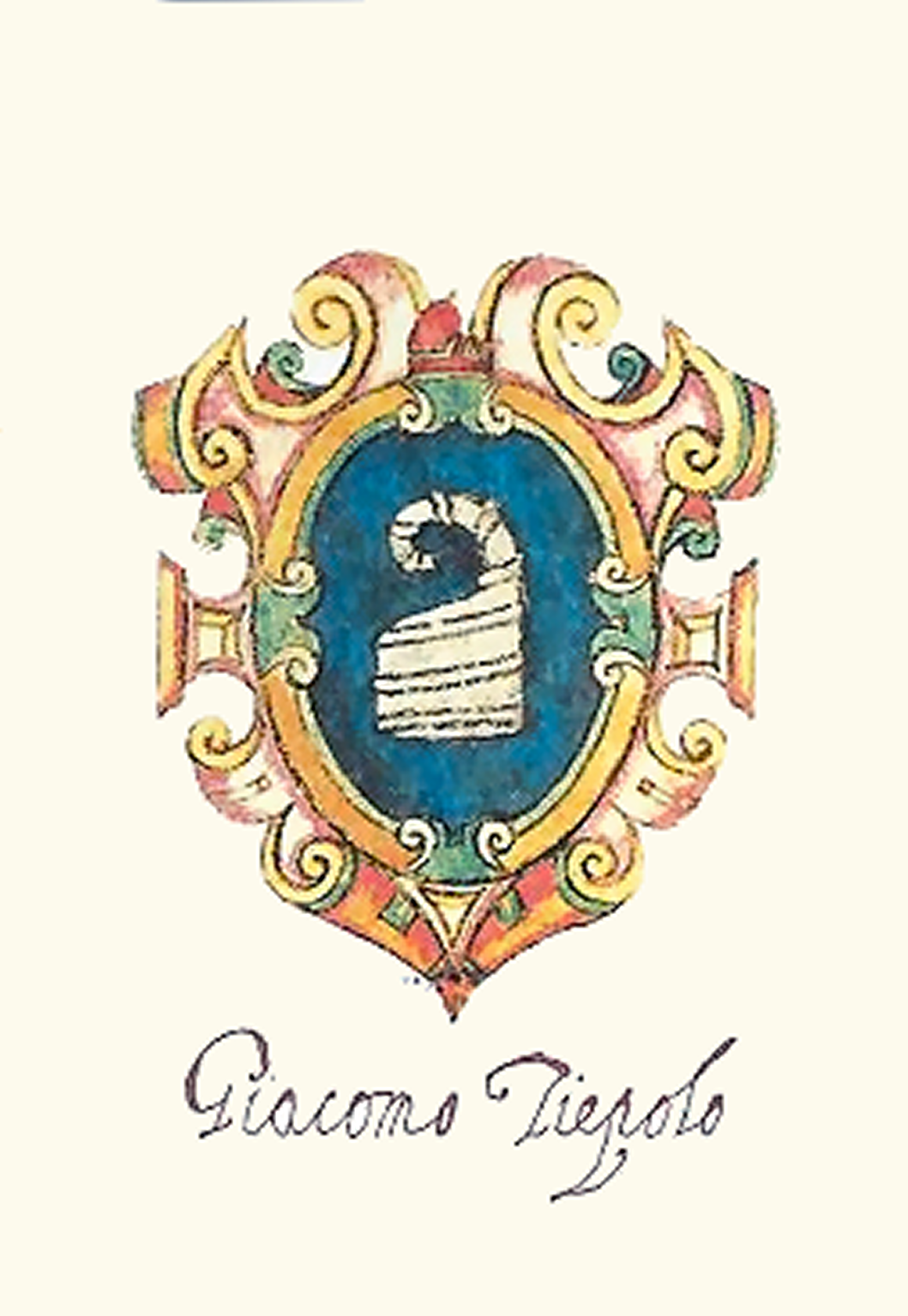
Jacopo Tiepolo velencei dózse címere 17. századi ábrázoláson
Fouché francia rendőrminiszter hercegi címere
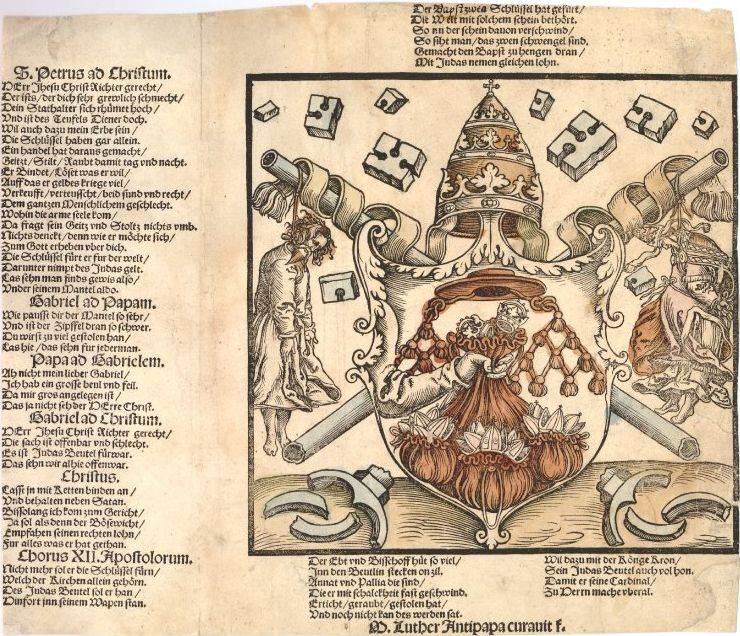
A pápai címer karikatúrája Lucas Cranachtól, 1538
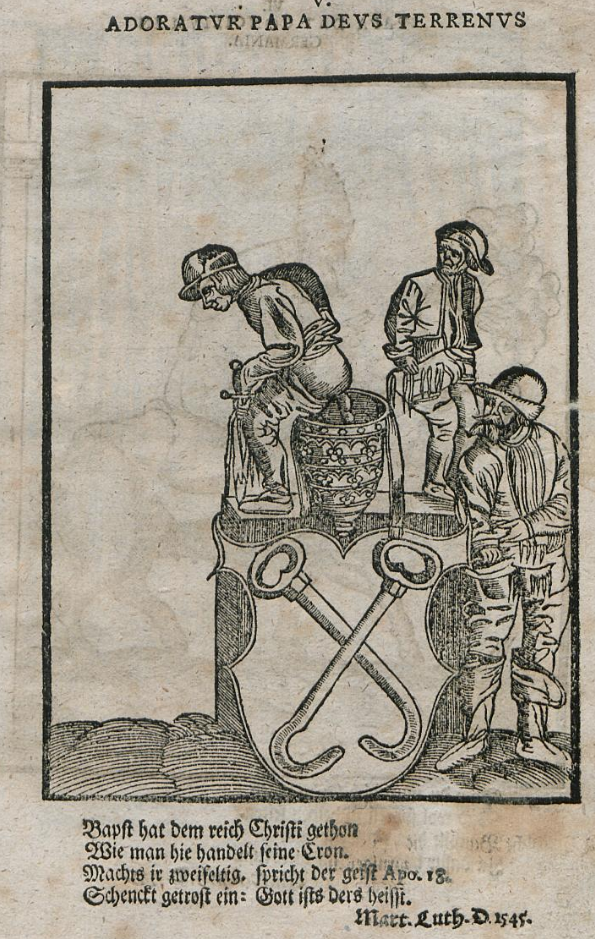
A pápa címerének karikatúrája 1545-ből

## Tréfás címerek
A tréfás címereket egy fokkal enyhébb ábrázolásmódnak is tekinthetjük a gúnycímerekhez képest. Itt nem a rosszindulatú megbélyegzés a cél, hanem az elnéző szemlélet.
A Váradi (Kalmár) Jánosnak 1669-ben adományozott címerben látható oroszlán hátrafelé néz, miközben mellső lábával fülét vakarja. Ez az ábrázolásmód azon heraldikai elvnek az ellentéte, mely szerint a címerállatok megjelenésének méltóságteljesnek, tekintélykeltőnek kell lennie. A királyi pózzal szemben azonban a Váradi-címer oroszlánja nem az állatok királyának bátorságát, rettenthetetlenségét, vitézségét jelképezi, hanem az emberi gyarlóságot, a félelmet, a gyávaságot, a kudarcot. Az efféle címerekkel mindig valamilyen személyes eseményre, anekdotára utalnak. A címer szimbolikus funkciója mellett itt tehát a leíró funkció is jelentős szerepet kap, mert a címer nem egy általános érvényű jelkép részeleme, hanem egy személyes jellegű utalás képi megfogalmazása.         
A huszitákat gúnyoló zászlókra vörös alapon fehér ludat helyeztek, amivel utaltak a felekezet vezetőjének nevére (a Hus cseh nyelven libát jelent). Erre utalt az újfelnémet Hussen szó, a 15. századi héber awwzō: 'ludak', magyar ludas 'hitszegő', számkivetett, kiközösített stb. Németországban a legtöbb gúnyrajz a parasztháborúk idején keletkezett.   
Egyes címerképekhez másodlagosan is kapcsolódhatnak gúnyos tartalmak. Ilyen pl. Fouché francia rendőrminiszter Napóleon által adományozott hercegi címere, melyben egy arany oszlopra tekeredő kígyót találunk. Ezen már a kortársak is jókat somolyogtak, mint „beszélő címeren”.